# Mozambiki futsalválogatott
A mozambiki futsalválogatott Mozambik nemzeti csapata, amelyet a Mozambiki labdarúgó-szövetség (portugálul: Federação Moçambicana de Futebol) irányít. 

## Története
Futsal-világbajnokságon először 2016-ban szerepeltek, ahol a csoportkörből nem jutottak tovább.
Az Afrikai nemzetek futsalkupáján először 2004-ben vettek részt, ahol a döntőben vereséget szenvedtek Egyiptom ellen. Ez az eddigi legjobb eredményük.

## Eredmények

### Futsal-világbajnokság
| Év       | Eredmény      | Hely          | M             | Gy            | D             | V             | Rg            | Kg            | Gk            |
| -------- | ------------- | ------------- | ------------- | ------------- | ------------- | ------------- | ------------- | ------------- | ------------- |
| 1989     | Nem indult    | Nem indult    | Nem indult    | Nem indult    | Nem indult    | Nem indult    | Nem indult    | Nem indult    | Nem indult    |
| 1992     | Nem indult    | Nem indult    | Nem indult    | Nem indult    | Nem indult    | Nem indult    | Nem indult    | Nem indult    | Nem indult    |
| 1996     | Nem indult    | Nem indult    | Nem indult    | Nem indult    | Nem indult    | Nem indult    | Nem indult    | Nem indult    | Nem indult    |
| 2000     | Nem indult    | Nem indult    | Nem indult    | Nem indult    | Nem indult    | Nem indult    | Nem indult    | Nem indult    | Nem indult    |
| 2004     | Nem jutott be | Nem jutott be | Nem jutott be | Nem jutott be | Nem jutott be | Nem jutott be | Nem jutott be | Nem jutott be | Nem jutott be |
| 2008     | Nem jutott be | Nem jutott be | Nem jutott be | Nem jutott be | Nem jutott be | Nem jutott be | Nem jutott be | Nem jutott be | Nem jutott be |
| 2012     | Nem jutott be | Nem jutott be | Nem jutott be | Nem jutott be | Nem jutott be | Nem jutott be | Nem jutott be | Nem jutott be | Nem jutott be |
| 2016     | Csoportkör    | 23.           | 3             | 0             | 0             | 3             | 7             | 22            | -15           |
| Összesen | 23. hely      | 1/8           | 3             | 0             | 0             | 3             | 7             | 22            | -15           |

### Afrikai nemzetek futsalkupája
| Év       | Eredmény   | Hely       | M          | Gy         | D          | V          | Rg         | Kg         | Gk         |
| -------- | ---------- | ---------- | ---------- | ---------- | ---------- | ---------- | ---------- | ---------- | ---------- |
| 1996     | Nem indult | Nem indult | Nem indult | Nem indult | Nem indult | Nem indult | Nem indult | Nem indult | Nem indult |
| 2000     | Nem indult | Nem indult | Nem indult | Nem indult | Nem indult | Nem indult | Nem indult | Nem indult | Nem indult |
| 2004     | Ezüstérmes | 2.         | 6          | 5          | 0          | 1          | 19         | 13         | +6         |
| 2008     | Elődöntő   | 4.         | 6          | 2          | 1          | 3          | 27         | 19         | +8         |
| 2011     | Törölve    | Törölve    | Törölve    | Törölve    | Törölve    | Törölve    | Törölve    | Törölve    | Törölve    |
| 2016     | Bronzérmes | 3.         | 5          | 2          | 2          | 1          | 24         | 19         | +5         |
| Összesen | 2. hely    | 3/5        | 17         | 9          | 3          | 5          | 70         | 51         | +19        |

## Külső hivatkozások
- Futsal World Ranking (angol nyelven). futsalworldranking.be
- FIFA Futsal World Cup Overview (angol nyelven). rsssf.com
- African Futsal Championship Overview (angol nyelven). rsssf.com